# Erna Sack
Erna Sack (Erna Weber) (Spandau, Berlín, 6 de febrero de 1898 - Maguncia, 2 de marzo de 1972) fue una actriz y soprano de coloratura alemana conocida como el «ruiseñor alemán». Perteneció al grupo de sopranos llamadas "sopranos ligeras" por su facilidad en las zonas más agudas del registro como Lily Pons, Mado Robin o Yma Sumac.
Poseedora de grandes condiciones naturales, su carrera tomó forma bajo la guía de su mentor y esposo Hermann Sack en 1921 y el maestro Oscar Daniel cuyos pupilos incluían a Maria Cebotari y Herbert Janssen.
Debutó en 1925 en Berlín guiada por Bruno Walter y cantó en la Semperoper de Dresde en 1934 donde el director Karl Böhm y el compositor Richard Strauss la escogieron para el estreno mundial de Die schweigsame Frau (La mujer silenciosa) en 1935.
Su retorno a Berlín fue un espectacular Rigoletto dirigido por Erich Kleiber, su popularidad suscitó debuts y giras por Austria, Holanda, Inglaterra y en La Scala, París y Covent Garden donde en 1936 cantó una sensacional Zerbinetta de Ariadne auf Naxos dirigida por su compositor Richard Strauss y actuaciones junto a los tenores Richard Tauber y Josef Schmidt en su debut en Carnegie Hall. 
En 1936 en Roma cantó en La flauta mágica junto a Licia Albanese y Tito Schipa dirigida por Tullio Serafin. Entre 1938 y 1942 cantó también en Copenhague, Turquía y Suecia.
Después de la Segunda Guerra Mundial vivió en California e hizo giras por Brasil, Argentina, Uruguay, Chile y especialmente Canadá donde vivió dos años en Montreal. Después de una gira por Sudáfrica retorno en 1950 a Alemania donde realizó una extensa gira.
En 1954 regresó a América con un triunfal concierto en Carnegie Hall y otras plazas, nunca cantó en el Metropolitan Opera.
Se retiró en 1957 muriendo de cáncer en 1972.
Su discografía es abundante y testimonia sus asombrosas excursiones al registro sobreagudo que le valieron el apodo de "ruiseñor alemán" así como su actuación en diversos films de la época.